# شعب موسغوم

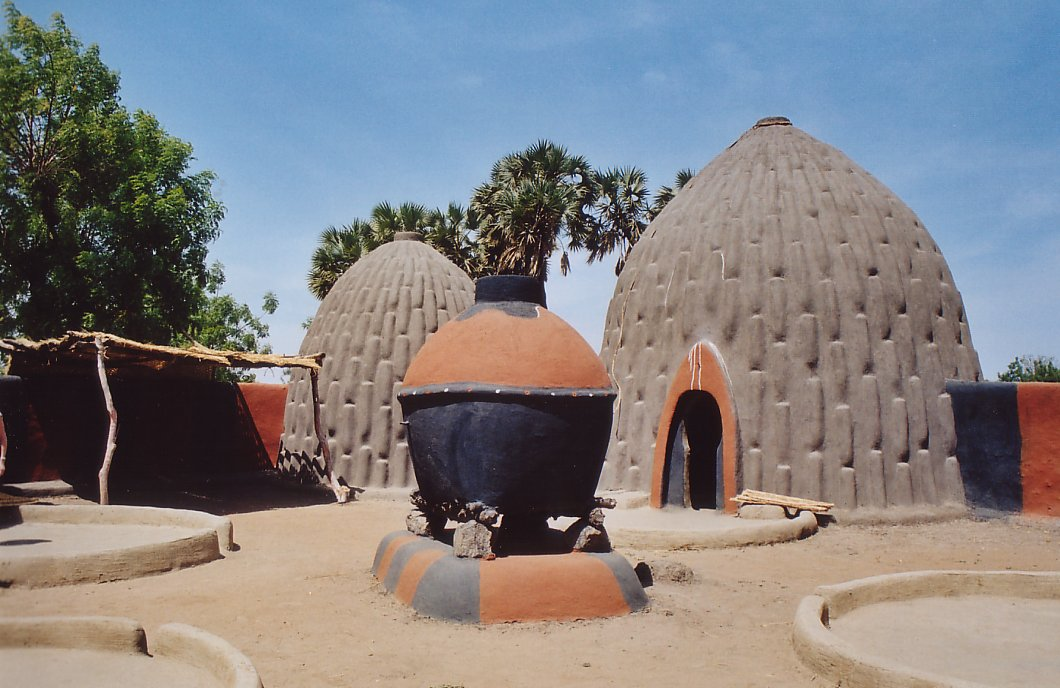
منزل لشعب موسغوم في الكاميرون

شعب موسغوم أو مولوي، هي مجموعة عرقية في الكاميرون وتشاد ونيجيريا. وهم يتحدثون بلغة مسغو، وهي لغة تشادية، كان عدد متحديثها في الكاميرون عام 1982 61,500، وفي تشاد كان عدد متحدثيها عام 1992 24,408، ويسمي شعب موسغوم أنفسهم بالمولوي. ويعتنق شعب الموسغوم الإسلام.